# Планетезималь

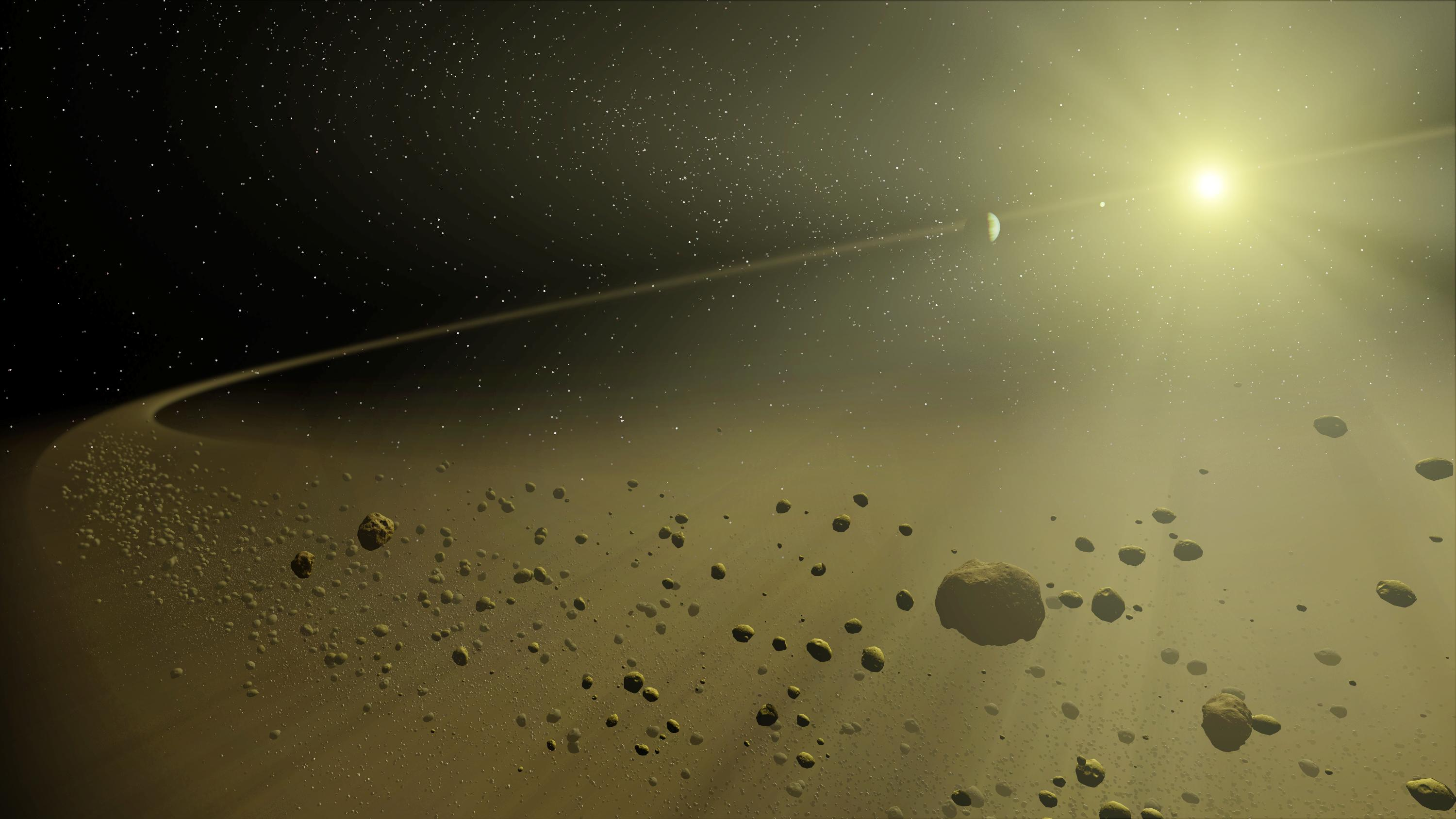
Художнє уявлення планетозималей.

Планетезималь (від англ. planet — планета та infinitesimal — нескінченно мала) — небесне тіло на орбіті навколо зорі, що утворюється в результаті поступового осідання на ньому менших об'єктів та частинок протопланетного диску.
Безперервно притягуючи до себе речовину, планетезималі стають дедалі більшими, аж поки під дією сили тяжіння окремі частини починають ущільнюватись, піднімаючи температуру в центрі тіла.
Висока температура плавить окремі частинки утворюючи протопланету.[джерело?]
Прикладом планетезималі є астероїд Лютеція, у котрого під кілометровим шаром пилу є цілісне ядро. Першу кількісну теорію формування планет, що включає «гіпотезу планетезималей», запропонував радянський астроном Віктор Сафронов. Наприкінці 1980-х років Джордж Уезерілл розробив одну з перших програм для чисельного моделювання процесу укрупнення планетезималей.

## Утворення

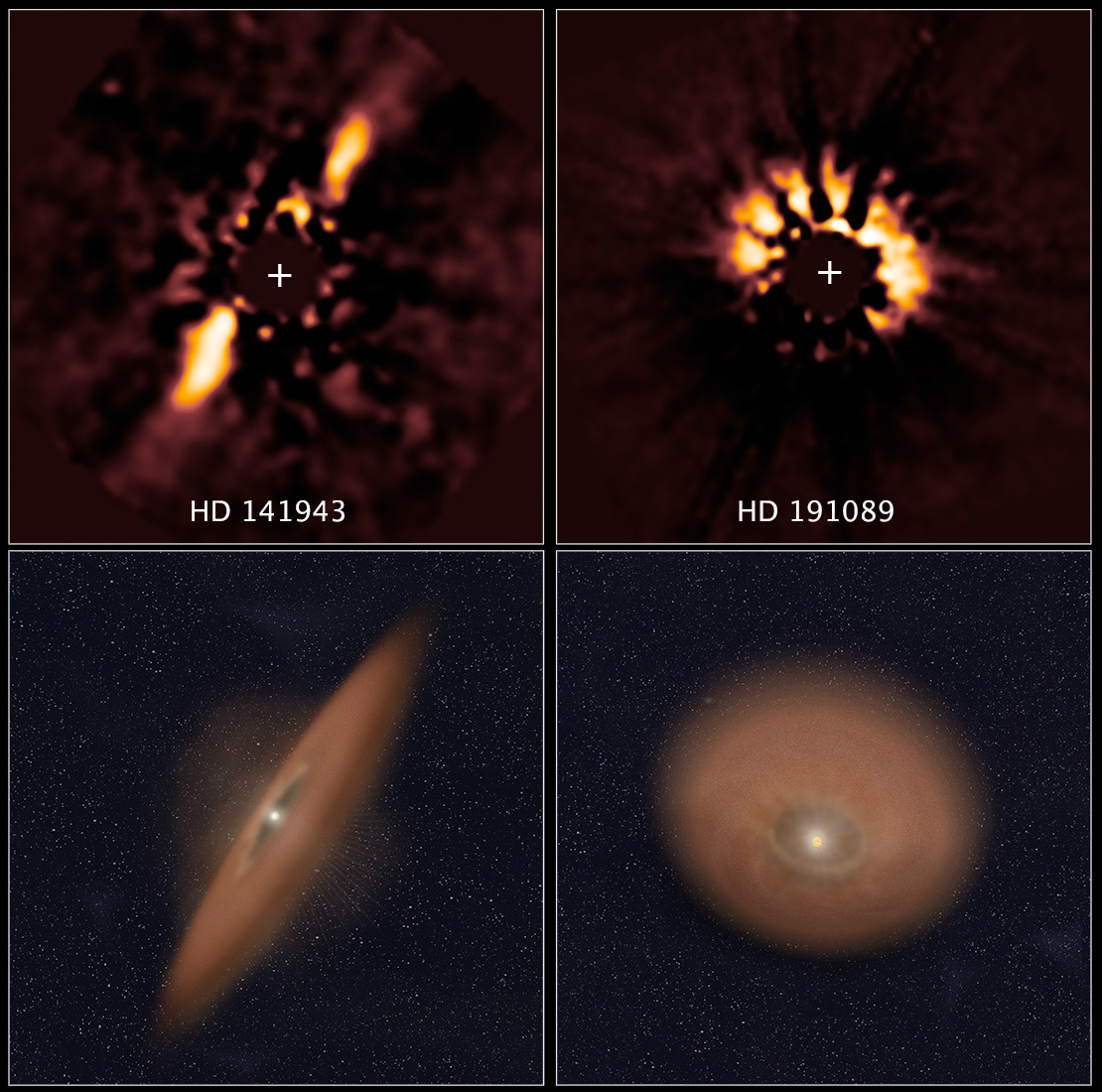
Уламкові диски виявлено на HST архівних зображеннях молодих зір HD 141943 і HD 191089, отриманих за допомогою вдосконалених процесів візуалізації (24 квітня 2014 р.).

Широко визнана теорія формування планет, так звані планетезимальні гіпотези, планетезимальна гіпотеза Чемберліна-Мултона та гіпотеза Віктора Сафронова, стверджує, що планети утворюються із зерен космічного пилу, які зіштовхуються і склеюються, утворюючи дедалі більші тіла. Коли тіло досягає приблизно кілометрового розміру, його складові зерна можуть притягувати одне одного безпосередньо через взаємну гравітацію, що надзвичайно сприяє подальшому зростанню в протопланети розміром з Місяць. Натомість менші тіла повинні покладатися на броунівський рух або турбулентність, щоб спричинити зіткнення, які призводять до склеювання. Механіка зіткнень і механізми злипання дуже складні. Альтернативно, планетезималі можуть формуватися в дуже щільному шарі пилових зерен, які зазнають спільної гравітаційної неврівноваженості в середній площині протопланетного диска, або через концентрацію і гравітаційний колапс роїв більших частинок у потоковій неврівноваженості. Багато планетезималей зрештою розпадаються на частини під час сильних зіткнень, як це сталося з 4 Вестою та 90 Антіопою, але кілька найбільших з них можуть пережити такі зіткнення і перетворитися на протопланети, а згодом і на планети.

## Планетезимали в Сонячній системі

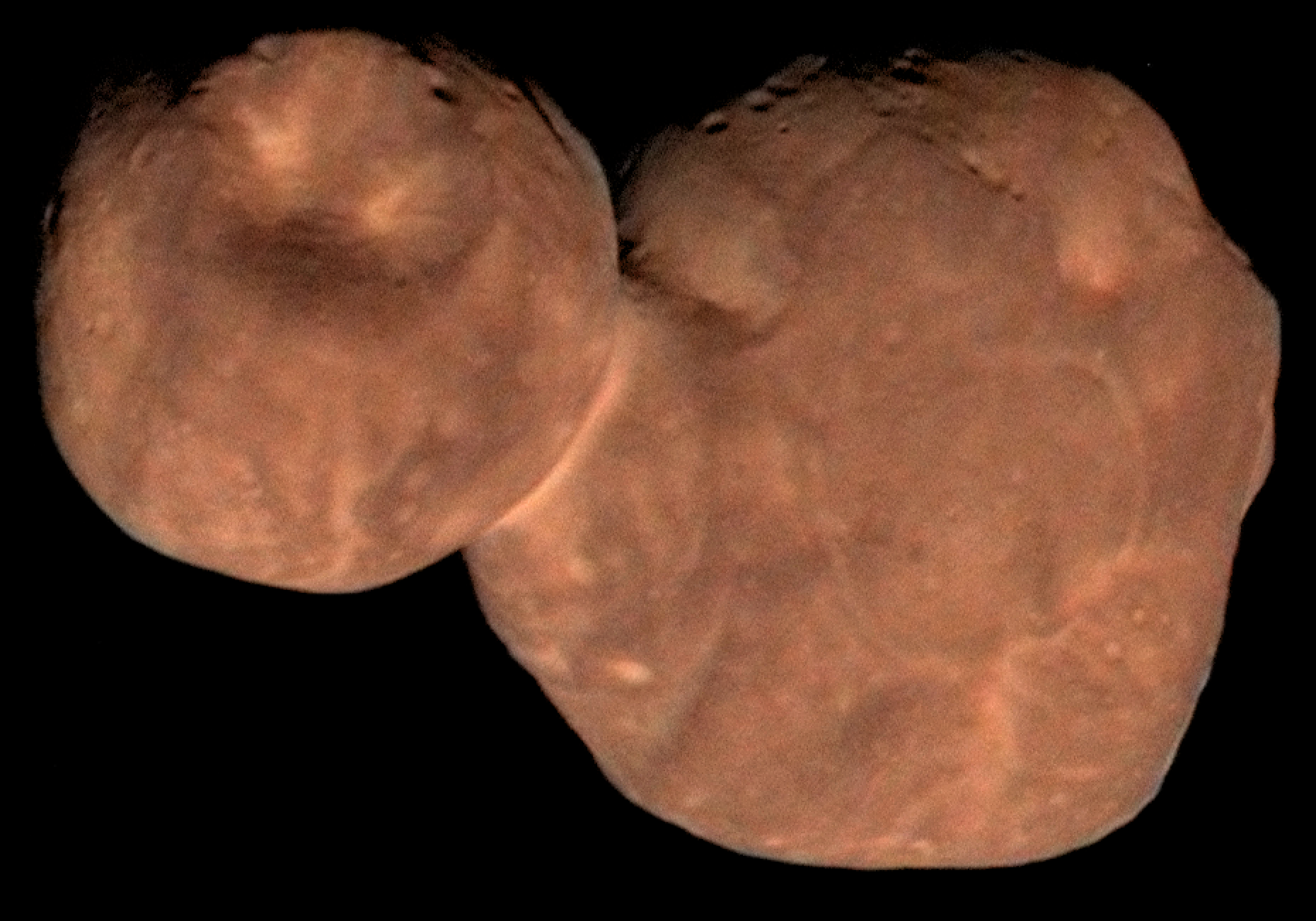
486958 Аррокот, перший первісний планетезимал, який відвідав космічний апарат.

Вважається, що близько 3,8 мільярдів років тому, після періоду, відомого як Пізнє важке бомбардування, більшість планетезималей у Сонячній системі були або повністю викинуті з Сонячної системи на далекі ексцентричні орбіти, такі як хмара Оорта, або зіткнулися з більшими об'єктами внаслідок регулярних гравітаційних поштовхів від планет-гігантів (зокрема, Юпітера і Нептуна). Кілька планетезималей могли бути захоплені як супутники, такі як Фобос і Деймос (супутники Марса), а також багато малих супутників планет-гігантів з високим нахилом.
Планетезимали, що збереглися до наших днів, є цінними для науки, оскільки містять інформацію про формування Сонячної системи. Хоча їхні зовнішні поверхні піддаються інтенсивному сонячному випромінюванню, яке може змінити їхній хімічний склад, їхні внутрішні частини містять первісний матеріал, практично недоторканий з моменту утворення планетезималю. Це робить кожен планетезимал «капсулою часу», а їхній склад може розповісти про умови в Сонячній Туманності, з яких сформувалася наша планетна система. Найпримітивнішим планетезималем, який відвідали космічні апарати, є контактний бінарний Аррокот.

## Визначення планетезималу
Слово «планетезимальний» походить від слова «нескінченно малий» і означає дуже малу частку планети.

Хоча ця назва завжди застосовується до малих тіл, що утворюються в процесі формування планет, деякі вчені також використовують термін планетезимал як загальний термін для позначення багатьох малих тіл Сонячної системи — таких як астероїди та комети — які залишилися після процесу формування. Група провідних світових експертів з формування планет на конференції в 2006 році прийняла наступне визначення планетезималя:
Планетезимал — це твердий об'єкт, що виникає під час накопичення орбітальних тіл, у яких внутрішня сила домінує над самогравітацією і на орбітальну динаміку яких несуттєво впливає газовий опір. Це відповідає об'єктам у сонячній туманності, більшим за приблизно 1 км.
Тіла, достатньо великі, щоб не лише утримуватися разом під дією гравітації, але й змінювати траєкторію зближення зі скелями на відстані кількох радіусів, починають рости швидше. Ці тіла, розміром від 100 км до 1000 км, називають зародками або протопланетами.
У сучасній Сонячній системі ці малі тіла зазвичай також класифікують за динамікою та складом, і вони могли згодом перетворитися на комети, об'єкти поясу Койпера або троянські астероїди. Іншими словами, деякі планетезимали перетворилися на інші типи тіл після завершення формування планет і можуть називатися будь-якою з цих назв або обома.

## Фізика планетезималей
Сучасна планетологія визначає планетезимал як небесний об'єкт, що утворився на орбіті навколо молодої зорі внаслідок злиття частинок пилу. Ці частинки переважно складаються з силікатних порід або кристалів льоду, що утворилися внаслідок вибуху наднової. На початковій стадії формування планетезималя вирішальну роль відіграють броунівський рух і турбулентність. Вони зароджуються як невеликі вихори в протопланетному диску і поступово ущільнюються. На цій стадії агрегація частинок ледь помітна і відбувається за випадковим принципом. Чим більше частинок залучається до цих турбулентних процесів, тим більше зростає їхня сукупна маса. Коли планетезимал досягає розміру близько одного кілометра, гравітаційні сили стають достатньо сильними, щоб сформувати його в тверде, але слабко зв'язане тіло, в той час як пил продовжує осідати на його поверхні.
Теоретичний небесний об'єкт, відомий як Тея, який, як вважається, врізався в Землю, що призвело до утворення Місяця, також міг бути вцілілим планетезималем. Приблизно 3,8 мільярда років тому відбулася остання серія значних зіткнень за участю великих об'єктів, яку називають Пізнім важким бомбардуванням. Вважається, що після цієї події дуже мало планетезималей вижило, якщо взагалі вижило, особливо у внутрішній частині Сонячної системи.

## Див також
- Космогонія
- Формування та еволюція Сонячної системи
- Планетологія
- Походження Місяця
- Пізнє важке бомбардування
- Абіогенез
- Гіпотеза світу РНК
- Найперші відомі форми життя